# Savelli
Savelli község (comune) Calabria régiójában, Crotone megyében.

## Fekvése
A megye északnyugati részén fekszik. Határai: Bocchigliero, Campana, Castelsilano, San Giovanni in Fiore és Verzino.

## Története
A települést 1638-ban alapította Carlotta Savelli római nemesasszony a földrengésben elpusztult Carpanzano és Scigliano túlélői számára. A 19. század elején, a feudalizmus felszámolásával a Nápolyi Királyságban, Verzino része lett, majd 1816-ban önálló község. 

## Népessége
A népesség számának alakulása:

## Főbb látnivalói
- Palazzo Brisinda
- San Pietro e San Paolo-templom
- Santa Maria delle Grazie-templom